# قسم الشعبة (القفر)

تعديل مصدري - تعديل

قسم الشعبة محلة تابعة لقرية العتبة، التابعة لعزلة بني مبارز بمديرية القفر إحدى مديريات محافظة إب في الجمهورية اليمنية، بلغ تعداد سكانها 96 حسب تعداد اليمن لعام 2004.